# فریدریش شلایرماخر
فریدریش دانیل ارنست اشلایرماخر (به آلمانی: Friedrich Daniel Ernst Schleiermacher) (‏۲۱ نوامبر ۱۷۶۸ – ۱۲ فوریه ۱۸۳۴) فیلسوف و متأله پروتستان آلمانی بود. وی را پیشگام هرمنوتیک مدرن می‌دانند. به‌دلیل تأثیر به‌سزایش بر اندیشهٔ متأخر مسیحی، او را پدر الهیات مدرن پروتستان می‌دانند.

## زندگی‌نامه
فریدریش اشلایرماخر در خانواده‌ای کالوَنی که عضو فرقهٔ پارسایی‌گرایان بودند رشد کرد. اما در دانشگاه با کانت آشنا شد و به نهضت روشنگری گرایش پیدا کرد و در اصول مسیحیت، همچون تجسد و کفاره تشکیک نمود. شلایرماخر در زمینهٔ معرفت‌شناسی تا آخر عمر پیرو کانت باقی ماند و معتقد بود عقل محض بیرون از افق تجربهٔ بشری توانایی ندارد. از دئیست‌ها که دین طبیعی را به جای دین وحیانی پیشنهاد می‌دادند حمایت می‌کرد و به نقد تاریخی کتاب مقدس علاقه داشت. او پس از دوران تحصیل ابتدا در شهری کوچک و سپس در بیمارستانی در برلین به وعظ پرداخت. در این زمان بود که در ارتباط با رمانتیک‌های برلین همچون شلگل از روشنگری عبور کرد و الهیات مدرن خود را بر مبنای احساس، بنیان ریخت.
اشلایرماخر به‌همراه هومبولت از بنیان‌گذاران دانشگاه برلین (۱۸۰۸–۱۸۱۰) بود. او تا پایان عمر در این دانشگاه به تدریس پرداخت. او مترجم کلاسیک افلاطون به زبان آلمانی بود.
او یکی از برجسته‌ترین اعضای حلقهٔ اولیهٔ رمانتیک بین سال‌های ۱۷۹۶ تا ۱۸۰۶ بود.
فردریش شلایماخر (۱۸۳۴–۱۷۶۸)، پدر هرمنوتیک، تردیدهایی بس جدی پیرامون عینی بودن متن انجیلی وارد می‌کند که سبب آغاز فرایند ویرایش منبع سنت مذهبی (به عنوان یک منبع بدون خطا و تفسیری طابق به نعل) در سیر اندیشه غرب گردید. اما مسئولیت تکمیل این وظیفه به عهده فردریش نیچه (۱۸۴۴–۱۹۰۰)، متفکر اصلی پسامدرنیسم، افتاد و با این نظریه آغاز شد که زبان توان انتقال حقیقت غایی را دارا نیست. او این اندیشه را پیش کشید که هر آنچه برای ما مانده‌است، صرفاً تفسیر است.

## آثار
نخستین کتابی که از شلایرماخر به چاپ رسید دربارهٔ دین: سخنانی با تحقیرکنندگان فرهیخته‌اش (۱۷۹۹) (به آلمانی: Über die Religion: reden an die Gebildeten unter ihren Verächtern) نام داشت. دیدگاه‌های شلایرماخر در مورد دین در این کتاب، که به شدت رنگ‌وبوی اسپینوزایی و وحدت وجودی داشت، موجب شد از سوی بسیاری از متألهان همعصرش، از جمله استادان و آشنایان سخت‌کیش خودش، مورد نقد قرار بگیرد.
در آن دوران بسیاری از تحصیلکرده‌ها اگر به صراحت مخالف دین نبودند، دستکم در آن تردیدهای جدی داشتند. شلایرماخر در این کتاب خود، به منظور نجات دین در مقابل حمله‌های بی‌امان فلسفه و علم، با الهام از نهضت رمانتیک، کوشید دین را از مقولهٔ فلسفه و علم خارج کند و اظهار داشت که دین در پی تبیین ماهیت جهان نیست. در نتیجه نظریات جدید علمی و فلسفی آسیبی به دین به معنای مدنظر شلایرماخر نمی‌زنند. همچنین دین از مقولهٔ اخلاق نیز نیست، هرچند تأثیر مستقیمی بر اخلاق دارد. بنا به تعریف شلایرماخر، دین «احساس وابستگی مطلق» و تجربهٔ اسرارآمیز امر نامتناهی است.
در نتیجه دین طبیعی که در جوانی مورد اعتقاد او بود، اکنون کنار گذاشته شد؛ زیرا محصول تصنعی تفکر فلسفی است و فاقد حیات یک دین اصیل است. ذات لایتناهی به صورت انتزاعی قابل فهم نیست. بلکه نامتناهی را باید در متناهی حس کرد. تجربهٔ دینی با مطالعهٔ «دین» به صورت کلی قابل درک نیست، بلکه باید هر دین را از نقطه نظر خاصش و با تجارب دینی خاصش بررسی کرد. بدین ترتیب تجربه دینی در مطالعات پدیدارشناسانه و دین‌شناسانه اهمیت یافت.
از دید شلایرماخر گوهر هر دین، «نگرش اساسی» آن دین دربارهٔ نامتناهی است. این نگرش در هر دین متفاوت است؛ مثلاً رابطهٔ متناهی و نامتناهی در مسیحیت با یهودیت یکی نیست. در یهودیت این رابطه با عنصر کیفر و پاداش فهمیده می‌شود اما در مسیحیت با نجات و تباهی. اهمیت عیسی مسیح آن است که نخستین کسی بود که ایدهٔ نجات همگانی از طریق وساطت برتر (موجودی نه کاملاً نامتناهی و نه کاملاً متناهی) در ذهنش جرقه زد و نگرش خاص مسیحی را پدیدآورد.
با گذر از دوران جوانی و تبدیل شدن به یکی از تأثیرگذارترین استادان الهیات در دانشگاه تازه‌تأسیس برلین، وقتی در ۱۸۲۱ کتاب ایمان مسیحی (به آلمانی: Der Christliche Glaube: Nach Den Grundsätzen Der Evangelischen Kirche Im Zusammenhange Dargestellt) را منتشر کرد، عملاً به یکی از تأثیرگذارترین متألهان مسیحیت پروتستان تبدیل شده بود، چندان که کتاب اخیر را در ردیف جامع الهیات (به لاتین: Summa Theologica) توماس آکویناس و مبادی دین مسیحی (به لاتین: Institutio Christianae Religionis) کالون قرار می‌دهند.
کتاب ایمان مسیحی تاریخی است، بدان معنا که تأکید دارد الهیات ابدی و نامتغیر نیست، بلکه در هر زمان باید بازبینی و بازنویسی شود. این کتاب می‌کوشد اختلافات لوتری و کالونی را تحت اصول اعتقادی واحدی رفع کند. در این اثر، تعریف ایمان با تعریف قرون وسطی و نهضت اصلاح دینی متفاوت است و دیگر به معنی «اعتقاد به حقایق عینی خاص» نیست. هدف الهیات نه اثبات آموزه‌های یک دین، بلکه قابل فهم کردن نهانی‌ترین گوهر آن است. به باور شلایرماخر گوهر مسیحیت چنین است: «دین یکتاپرستی که به نوع غایت‌شناسانه از دین تعلق دارد. وجه تمایز آن با ادیان دیگر این است که در این دین همه چیز حول نجاتی است که توسط عیسی ناصری تحقق می‌یابد.»

## مسیح‌شناسی
در دوران روشنگری مسیح‌شناسی سنتی که در آن عیسی موجودی با دو ذات بشری و الهی تلقی می‌شد، به شدت مورد انتقاد قرار گرفت. در مقابل روشنفکران به عیسایی بشری گرایش پیدا کردند که صرفاً مصلحی دینی-اجتماعی و معلم و اسوهٔ اخلاق بود. اما شلایرماخر این برداشت را زیادی ضعیف می‌دانست. از سوی دیگر نمی‌خواست به برداشت‌های فراطبیعی سنتی بازگردد. بدین ترتیب تعریف جدیدی از معنی الوهیت عیسی ارائه داد.
شلایرماخر ابتدا از آگاهی مسیحیان آغاز کرد و گفت در آگاهی یک مسیحی، عیسی به طریقی نجات‌بخش واسطهٔ آگاهی به خدا می‌شود. یک مسیحی از طریق عیسی از آگاهی به گناه رها می‌شود و آگاهی به فیض جای آن را می‌گیرد. در این تحلیل، مسیح پاینده (نه مسیح تاریخی که مورد علاقهٔ عصر روشنگری بود) باعث تغییری در آگاهی دینداران می‌شود. اما خود مسیح در ذات خود (نه در آگاهی دینداران) با همهٔ انسان‌ها یکسان بود و موجودی فرابشری نبود. تنها تفاوت مسیح در شدّت خداآگاهی مستمر او بود، در مقایسه با خداآگاهی ضعیف دیگران. این خداآگاهی قدرتمند بدون آن که ضمیر بشری عیسی را نابود کند، آن را شکل می‌دهد و الهی می‌کند. بدین ترتیب الوهیت عیسی نه انکار می‌شود و نه با اصول جزمی فهم‌ناپذیر الهیات قرون وسطی توضیح داده می‌شود.
اما با این توضیح، هر کس دیگری که چنان خداآگاهی مستمر و قدرتمندی داشته باشد، می‌تواند منجی دیگری همچون عیسی شود. اما شلایرماخر این لازمهٔ سخن خود را نمی‌پذیرد و می‌گوید تنها عیسی مسیح بود که به چنین خداآگاهی رسید و الوهیت یافت.

## پانوشت‌ها
1. ↑  متفکران بزرگ مسیحی، هانس کونگ، فصل ۶: شلایرماخر، انتشارات مرکز مطالعات و تحقیقات ادیان و مذاهب
2. ↑  Sherratt: 2006, p. 58
3. ↑  موج چهارم – رامین جهانبگلو- ترجمهٔ منصور گودرزی- نشر نی- چاپ چهارم 1384- ص 49-50
4. ↑  متفکران بزرگ مسیحی، هانس کونگ، فصل ۶: شلایرماخر، انتشارات مرکز مطالعات و تحقیقات ادیان و مذاهب
5. ↑  متفکران بزرگ مسیحی، هانس کونگ، فصل ۶: شلایرماخر، انتشارات مرکز مطالعات و تحقیقات ادیان و مذاهب
6. ↑  متفکران بزرگ مسیحی، هانس کونگ، فصل ۶: شلایرماخر، انتشارات مرکز مطالعات و تحقیقات ادیان و مذاهب